# Avatar: Foc și cenușă
Avatar 3 va fi un film din 2025, regizat de James Cameron, cu Sam Worthington și Zoe Saldana în rolurile principale. Este programat să apară la 20 decembrie 2025, va fi produs de 20th Century Fox și distribuit de Walt Disney Studios Motion Pictures, la un doi ani după lansarea Avatar 2, în decembrie 2022. Filmările la Avatar 3 au început în același timp cu cele de la Avatar 2, la 25 septembrie 2017 în Manhattan Beach, California.

## Vezi și
- Listă de filme științifico-fantastice din anii 2020